# Karel Weyler
Karel Weyler, né le 30 décembre 1870 à Anvers et décédé le 14 octobre 1935 à Gand fut un homme politique libéral belge.
Weyler fut docteur en droit (1892, ULB) et avocat au barreau d'Anvers; il fut échevin d'Anvers (1914-21) et élu sénateur de l'arrondissement de Anvers (1921-29). Il fut gouverneur de la province de Flandre-Orientale (1929-35).
Il fut créé commandeur de l'ordre de la Couronne et officier de l'ordre de Léopold.

## Généalogie
- Il fut fils ainé de Carolus, instituteur (°1843) et Ludovica Faes (°1840).
- Il épousa en 1901 Adolphina Roeis (°1878).
- Ils eurent un fils et une fille.

## Sources
- Liberaal Archief
- De fonteinen van de Oranjeberg: politiek-institutionele geschiedenis van de provincie Oost-Vlaanderen van 1830 tot nu, Partie 4, Nicole Lehoucq, Academia Press, 2003.